# فرودگاه میکسیان
فرودگاه میکسیان (به انگلیسی: Meixian Airport) (به زبان بومی: 梅县机场) یک فرودگاه با کد یاتا MXZ است که یک باند فرود آسفالت دارد و طول باند آن ۱۸۰۰ متر است. این فرودگاه در کشور چین قرار دارد .

## شرکت‌های هواپیمایی و مقصدهای پروازی
Mianyang Nanjiao Airport is served by the following airlines:
| شرکت‌های هواپیمایی      | مقصدهای پروازی                                                |
| ---------------------- | ------------------------------------------------------------- |
| ایر چاینا              | پکن، هانگجو ژیاشان، اورومچی دیووپو                            |
| هواپیمایی شرقی چین     | نینگبو لیشه یانتای چائوشوی                                    |
| China Express Airlines | لانگ‌دونگ‌بائو گوئی‌یانگ، لانجو ژنگچوان                          |
| هواپیمایی جنوبی چین    | بایون گوآنگجو                                                 |
| GX Airlines            | هایکو میلان، یینچوان هیدونگ                                   |
| هبئی ایرلاینز          | شیاژونگ ژنگدینگ، شی‌آن شیان‌یانگ                                |
| شانگهای ایرلاینز       | شانگهای پودنگ                                                 |
| شنژن ایرلاینز          | شنژن بن                                                       |
| سیچوان ایرلاینز        | لیجیانگ سانی، نانجینگ لوکو، سانیا فونیکس، سینینگ کائوجیابو    |
| اسپرینگ ایرلاینز       | کونمینگ چانگشوی، شانگهای هونگچیائو، شانگهای پودنگ، شنینگ تخین |
| تبت ایرلاینز           | لهاسا گونگار، تیانجین بینهای                                  |
| ژیامن ایرلاینز         | چانگشا هوانگهوا، فوژو چنگل، ووهان تیانهه، زیامن گائوچی        |